# Остроухов, Евгений Владимирович
Евгений Владимирович Остроухов (12 мая 1976, Усть-Джегута, Ставропольский край — 25 августа 2002, Старые Атаги, Чечня) — военнослужащий внутренних войск МВД России. Герой Российской Федерации.

## Биография
По окончании средней школы в июне 1994 г. был призван во внутренние войска МВД России и направлен в 81-й полк оперативного назначения ВВ МВД РФ (г. Благодарный Ставропольского края). С октября 1994 г. — наводчик пулемёта БТР в 8-й мотострелковой роте 81-го полка.
С ноября 1994 года в составе войскового оперативного резерва выполнял боевые задачи по восстановлению конституционной законности и правопорядка на территории Чечни. 20 декабря 1994 года колонна внутренних войск попала в засаду на одной из улиц станицы Петропавловской. Следовавший первым в колонне БТР в самом начале боя был повреждён выстрелом из гранатомёта. Е. Остроухов, находившийся в его экипаже, был ранен в руку и ногу; остался в боевой машине и вёл ответный прицельный огонь из пулемётов, уничтожив пулемётный расчет боевиков. В результате были прикрыты эвакуация экипажа и десанта БТР. Последним выбрался из горящего БТР и, находясь под ним, вёл огонь из автомата по боевикам. Затем вместе с другими бойцами продолжал бой, укрывшись в подвале одного из близлежащих зданий. В ходе боя, продолжавшегося более 12 часов, получил второе ранение, но остался в строю. К исходу ночи, когда группу усилило прибывшее подкрепление, потерял сознание.
Указом Президента Российской Федерации № 2252 от 31 декабря 1994 года за мужество и героизм, проявленные при выполнении воинского долга, рядовому Остроухову Евгению Владимировичу присвоено звание Героя Российской Федерации с вручением медали «Золотая Звезда».
После лечения продолжил службу. В 1996 году окончил курсы по подготовке младшего офицерского состава при Владикавказском высшем военном командном училище ВВ МВД РФ, получил воинское звание младшего лейтенанта. Командовал взводом специального назначения в Отдельной дивизии особого назначения ВВ МВД РФ (Москва). С 1997 г. — в 101-й отдельной бригаде оперативного назначения ВВ МВД РФ (войсковая часть № 5594, Ставрополь). С 1998 г. — командир патрульного взвода отдельного специализированного моторизованного батальона ВВ МВД РФ (Черкесск); затем служил в Управлении внутренних дел Карачаево-Черкесии.
В августе-сентябре 1999 года в составе сводного отряда милиции участвовал в боях против банд Басаева и Хаттаба на территории Республики Дагестан. С 1999 г. служил в специальном отряде быстрого реагирования (СОБР) Управления по борьбе с организованной преступностью при МВД Карачаево-Черкесии. С 2001 г. — старший оперуполномоченный УБОП при ГУВД Московской области. Неоднократно участвовал в контртеррористических операциях на территории Северного Кавказа; 25 августа 2002 года Остроухов застрелился из закрепленного за ним табельного оружия в ходе проведения специальной операции по пресечению действий незаконных вооружённых формирований в чеченском селе Старые Атаги.
Похоронен на родине.

## Память
- В 2012 г. именем Е. Остроухова названа одна из улиц Усть-Джегуты; его имя присвоено детскому саду № 3, в котором он воспитывался[2][3].
- 15 октября 2015 г. в Усть-Джегуте торжественно открыли бюст Героя России Евгения Остроухова[4].